# Famila Basket Schio 2018-2019
Questa voce raccoglie le informazioni riguardanti la Famila Basket Schio nelle competizioni ufficiali della stagione 2018-2019.

## Stagione
La stagione 2018-2019 è stata la ventisettesima consecutiva che la squadra scledense ha disputato in Serie A1.

## Verdetti stagionali
Competizioni nazionali
- Serie A1: (30 partite)

stagione regolare: 1º posto su 11 squadre (17-3);
play-off: Vincitrice contro Ragusa (3-1).
- Coppa Italia: (2 partite)

semifinale persa contro Ragusa.
Competizioni nazionali
- Supercoppa italiana: (1 partita)

Finale vinta contro Lucca.
Competizioni europee
- EuroLega: (14 partite)

stagione regolare: 6º posto su 8 squadre nel girone A (5-9);
- EuroCoppa: (4 partite)

sconfitta alle semifinali dalle russe della Nadežda Orenburg (0-2).

## Roster
|    | Naz.                   | Ruolo | Sportivo            | Anno | Alt. |  |       |
| -- | ---------------------- | ----- | ------------------- | ---- | ---- |  | ----- |
| 5  | Italia (bandiera)      | A     | Marcella Filippi    | 1985 | 186  |  |       |
| 7  | Italia (bandiera)      | GA    | Martina Fassina     | 1999 | 183  |  |       |
| 11 | Italia (bandiera)      | GA    | Raffaella Masciadri | 1980 | 185  |  |       |
| 12 | Slovenia (bandiera)    | C     | Eva Lisec           | 1995 | 193  |  |       |
| 14 | Italia (bandiera)      | G     | Martina Crippa      | 1989 | 178  |  |       |
| 17 | Francia (bandiera)     | C     | Sandrine Gruda      | 1987 | 192  |  |       |
| 20 | Italia (bandiera)      | P     | Valeria Battisodo   | 1988 | 174  |  |       |
| 22 | Italia (bandiera)      | AC    | Olbis Futo Andrè    | 1998 | 192  |  |       |
| 23 | Italia (bandiera)      | P     | Francesca Dotto     | 1993 | 169  |  |       |
| 24 | Italia (bandiera)      | C     | Jantel Lavender     | 1988 | 193  |  |       |
| 30 | Stati Uniti (bandiera) | G     | Allie Quigley       | 1986 | 178  |  | [ 1 ] |
| 32 | Grecia (bandiera)      | G     | Jacki Gemelos       | 1988 | 183  |  |       |
| 44 | Italia (bandiera)      | A     | Milica Mićović      | 1984 | 182  |  |       |